# Iso-Rompas
Iso-Rompas är en ö i Finland. Den ligger i sjön Vaskivesi och Visuvesi och i kommunen Virdois i den ekonomiska regionen  Övre Birkalands ekonomiska region  och landskapet Birkaland, i den sydvästra delen av landet, 230 km norr om huvudstaden Helsingfors. Öns area är 30,7 hektar och dess största längd är 0,9 kilometer i sydöst-nordvästlig riktning.